# 赛格股份
深圳赛格股份有限公司（深交所：000058/200058，简称：深赛格/深赛格B）是中国深圳证券交易所的一家上市公司，成立于1996年7月16日，是经深圳市人民政府批准，由深圳市赛格集团有限公司将其在所属八家直属、控股及联营公司中的权益进行重组，作为发起人出资，并公开发行境内上市外资股（B股）而募集设立的股份有限公司。
1996年7月22日，公司8000万股B股在深圳证券交易所上市；同年12月，新增发行的2500万股A股在深圳证券交易所上市。

## 概况
公司业务范围包括：投资电子电器产品、电子化工、计算机、兴办实业、电子信息系统、网络软件、仓储运输、贸易、酒店、物业买卖、租赁业务和其他第三产业、经营与管理电子专业市场以及国内商业。公司总股本为78479.901万股（2014年）。公司总部位于中国广东省深圳市福田区华强北路群星广场A座31楼，法人代表为王立。

## 股东介绍
深圳市赛格集团有限公司成立于1984年8月23日，是由深圳市人民政府国有资产监督管理委员会、中国华融资产管理公司、中国东方资产管理公司、中国长城资产管理公司等四家股东出资设立的有限责任公司，注册资本135,542万元，法人代表为孙盛典。公司总部位于中国广东省深圳市福田区华强北路02号赛格广场61-62楼。
赛格集团拥有下属企业24家，其中深圳赛格股份有限公司、深圳赛格三星股份有限公司为深交所上市公司。赛格集团为全国企业500强、全国制造业500强企业。集团连续十年获全国电子百强企业称号、广东省企业100强称号。赛格商标为广东省著名商标，赛格品牌获2008年度广东省十佳优秀品牌。
2009年赛格集团资产总额67.25亿元，实现销售收入44.12亿元。